# Svoboda nad Úpou
Svoboda nad Úpou é uma cidade checa localizada na região de Hradec Králové, distrito de Trutnov‎.